# Cão-de-santo-humberto
Cão-de-santo-humberto[Nota] (em francês:  Chien de Saint-Hubert) ou Bloodhound (em inglês: blooded "de sangue" + hound "sabujo"; em favor do seu status de "cão sabujo de sangue puro e nobre"), é uma raça de cães do tipo sabujo com origem na Bélgica e desenvolvida na Inglaterra, e utilizados historicamente para caça de animais e rastreamento de pessoas. Considerados descendentes dos cães de caça da cidade de Saint-Hubert na Bélgica, são conhecidos pelo seu faro potente e habilidade de rastrear. Seu ancestral foi descrito pela primeira vez no livro Livre de Chasse de Gaston Fébus, escrito entre 1387 e 1389.
A raça é tradicionalmente e amplamente utilizada por forças de segurança, policiais e militares, como cão de faro rastreador em diversas áreas.

## Origem

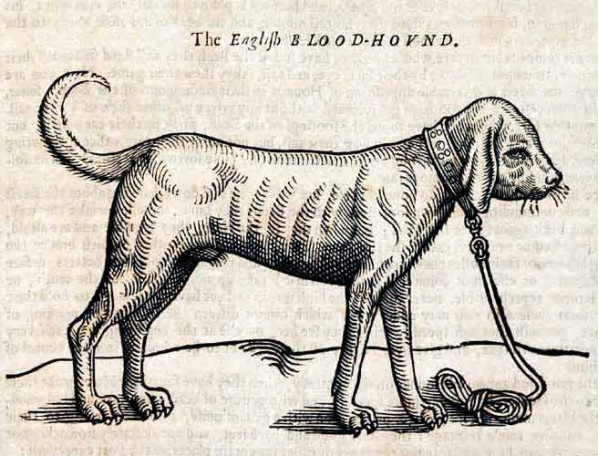
The english bloodhound, xilografia presente no livro The history of four-footed beasts and serpents por Edward Topsell, 1658

A origem da raça é ainda fruto de debate: uns pesquisadores concordam que sua criação deu-se após o cruzamento de sabujos com os cães tipo mastins de pelagem fulva e preta; enquanto outros propõem uma origem continental, na qual, através de cruzamentos seletivos realizados na cidade de Saint-Hubert na Bélgica geraram o ancestral do que hoje é conhecido como bloodhound, que tornou-se preferido dos caçadores ingleses e por consequência popularizado na Inglaterra recebendo o nome inglês em referência ao seu sangue nobre.
A lenda diz que os cães que hoje chamamos de bloodhound são descendentes dos cães criados pelo próprio Santo Humberto que viveu na Bélgica, o qual é considerado santo padroeiro dos caçadores éticos, arqueiros e cães de caça, e o qual também tornou-se dedicado a fé cristã durante uma caçada acompanhado de um de seus cães quando avistou um cervo que ostentava um crucifixo de luz entre os chifres. Após a morte de Santo Humberto em 727, os monges do convento da cidade que recebeu seu nome teriam conservado a linhagem de seus cães de caça. Mas que posteriormente esses cães teriam perdido popularidade para novas raças de sabujos mais ágeis.

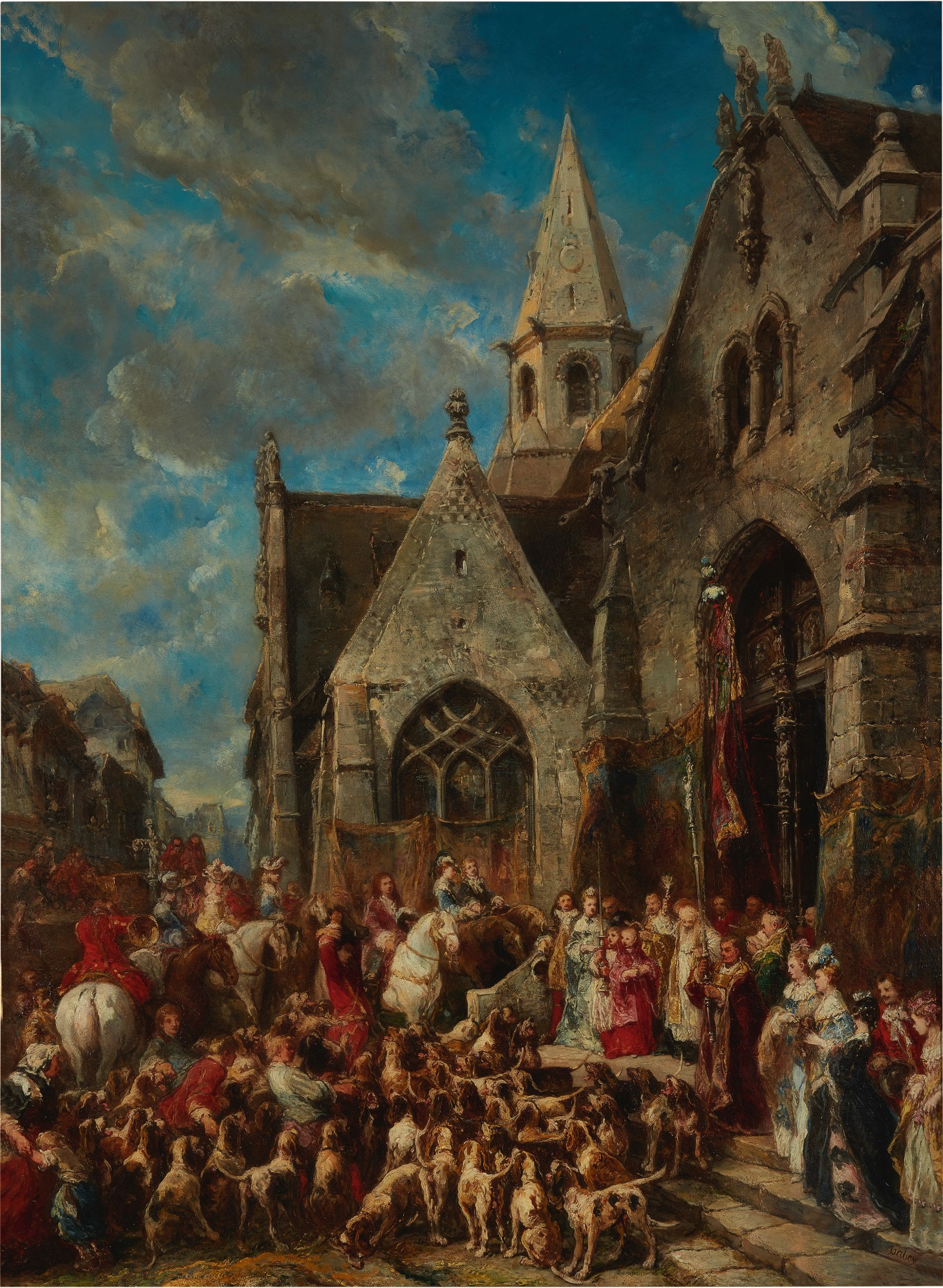
Dia de Santo Humberto, a benção dos cães de caça, por Eugène Isabey (1803 – 1886), Paris, França.

Tradicionalmente é realizado na cidade de Tervuren (local de falecimento de Santo Humberto) na Bélgica, um evento religioso onde cães de caça são reunidos no dia 3 de dezembro (dia da celebração de Santo Humberto) para receberem uma benção.
É dito que os ancestrais da raça foram levados para a Inglaterra por Guilherme I de Inglaterra, e que sua variedade branca ficou em maioria para trás sendo conhecida como cão Talbot, hoje extinta. E posteriormente, os ancestrais do atual bloodhound tornaram-se cada vez mais escassos no continente europeu principalmente após a revolução francesa, recuperando-se com o retorno de alguns exemplares da Inglaterra ao continente com a participação do cinófilo francês e Conde de Canteleu Jean-Emmanuel Hector, quando estes cães viveram mais uma época de auge continental compondo as matilhas de Napoleão III.
O bloodhound se popularizou bastante na Inglaterra e posteriormente no sul dos Estados Unidos onde foi amplamente utilizado para rastrear escravos fugitivos. Na Inglaterra foram e são amplamente utilizados pelas forças de segurança.

## Características
Seu temperamento é descrito como dócil, gentil e tímido, tolerante com outros cães e animais, e persistente no rastreamento de odores. É um animal que não aprecia latir em demasia e é tido ainda como animal muito limpo. 
Cão sabujo de porte grande que pode atingir os 69 cm de altura na cernelha e pesar 50 kg. Possuem pelagem curta e grandes orelhas pendulas. 

## Na mídia
Entre os cães mais famosos desta raça estão o Pateta e o Pluto, o companheiro de Mickey Mouse, personagens da Disney, além de ser a raça dos personagem Caco, do filme A Dama e o Vagabundo, e Napoleão, de Aristogatas, ambos também da Disney.